# 電磁鐵

電磁鐵通電時具有磁力，斷電後則無磁力。

電磁鐵是利用電流來產生磁力的裝置，在電力普及的社會中是一項不可缺少的工具，屬非永久磁鐵，與永久磁鐵同為磁鐵的一種。

## 原理

將螺線管通電後可產生如一磁鐵棒的磁場。圖中的圓圈為導線截面，點代表電流出螢幕，叉代表流入螢幕；附箭頭的橢圓圓圈是磁力線。

當直流電通過導體時會產生磁場，而通過作成螺線管的導體時則會產生類似棒狀磁鐵的磁場。在螺線管的中心加入一鐵磁性物質則此磁性物質會被磁化而達到加強磁場的效果。
一般而言，電磁鐵所產生的磁場強度與直流電大小、線圈圈數及中心的導磁物質有關，在設計電磁鐵時會注重線圈的分佈和導磁物質的選擇，並利用直流電的大小來控制磁場強度。然而線圈的材料具有電阻而限制了電磁鐵所能產生的磁場大小，但隨著超導體的發現與應用將有機會突破現有的限制。一般而言，線圈越多越強。

## 歷史
1820年，丹麥物理學家漢斯·厄斯特（1777年－1851年）首先發現載流導線的電流會產生磁場，使臨近的磁針改變方向。

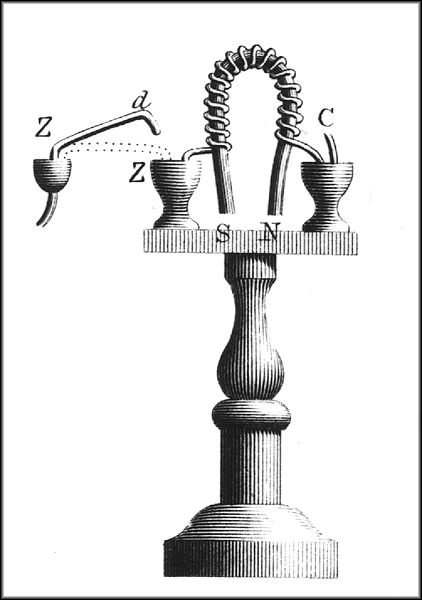
思特金（Sturgeon）的電磁鐵。

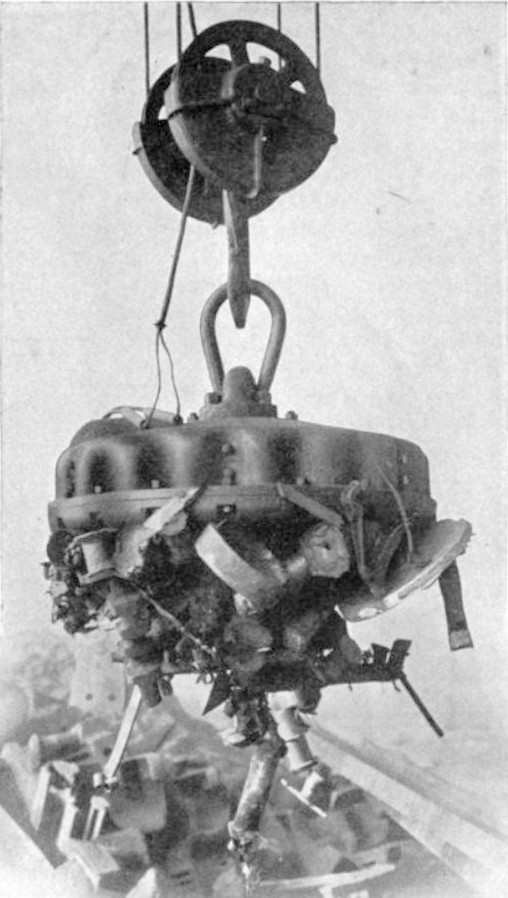
工業用的電磁鐵起重機。

西元1825年，英國人威廉·思特金（William Sturgeon，1783年-1850年）將通有電流的金屬線纏繞在絕緣的棒上，發明了電磁鐵。
美國物理學家約瑟·亨利（Joseph Henry, 1797年-1878年）在得知這個消息後，在軟鐵芯上纏繞密集的線圈，使用電流不大的電池通電後，便能吸起一噸重的鐵塊。

## 應用
1. 起重機（電能>動能）
2. 磁浮列車
3. 電磁鎖
4. 揚聲器（紙盆中心部線圈；電能「電流訊號」>空氣震動聲波）
5. 電風扇（外部線圈；電能>動能）
6. 吸塵器（電能>動能）
7. 電鈴（早期為電能>機械振動；現在由蜂鳴器或是電子音樂門鈴取代）
8. 吹風機（電能>動能）
9. 洗衣機（電能>動能）
10. 果汁機（電能>動能）
11. 攪拌機（電能>動能）
12. 冰箱（壓縮機等動力裝置）
13. 冷氣（壓縮機與風扇）
14. 公車（電動車與油電混合車）
15. 音響系統（除了揚聲器）CD音樂光碟機，調幅收音機磁棒天線，音量調整馬達，變壓器，卡式錄音機磁頭與消磁磁頭與馬達等
16. 電話（揚聲器基本上一樣但是麥克風由碳精麥克風>線圈麥克風>晶體麥克風）
17. 烘衣機（電能>動能）
18. 日光燈檯燈（安定器）
19. 錄放影機
20. 電腦、手機
21. 映像管電視
22. 電動刮鬍刀
23. 抽油煙機